# 子供屋
子供屋（こどもや）は、江戸時代、江戸、深川の、遊女を置いた置屋である。

## 概略
深川の娼婦には、娼家にいて客の来るのを待つ伏玉（ふせだま）と、出先の茶屋からの迎えを受けて派出する呼出しの2種類あった。
後者は、その所属する子供屋に寄宿していた。
子供屋と出先の茶屋との関係は、一時期の吉原における置屋と揚屋の関係と同じであり、子供屋は娼婦を寄宿させるのみであり、ここに客を迎えることはない。
呼出しは茶屋と子供屋との往復に軽子（かるこ）という下女の送迎を受けた。
軽子は呼出しが茶屋に行くときに、夜具包を背負ってこれに従った。
式亭三馬の「船頭深話」には、「身仕舞をして今湯上りのうす化粧、艶色嬋娟とあたりをてらし、そもそも面うすくれなゐにして、洲崎の初日の出これがために光りを奪はれ、眉は見通しより望む安房上総の如く、眼すずやかにして月海上に澄めるに似たり、口元の可愛らしさ、につこりと笑ひながら白き歯を少しあらはしたる、蛤町の貝をふくみたるやと思ふ。せいかつかうすらりとして、少し中肉のおしたてよく、横顔自慢にすましたる目元は、米三粂三をごたまぜの張りあつて、つむりは値打のある鼈甲物の阿弥陀さし、衣裳付むらさき縮緬の無垢、下著は白ちりめん三つ重ねて、仕上おろしの儘でしつけの糸を取らずにおとなしく著こなし、鼠鈍子の帯ぐつと仇に結び、小杉の紙を紙入に巻て帯へ縦に挟み、白綸子の長襦袢、白ちりのゆもじにて、かけ守りの紐を見せるなどは、至つて嫌ひと見えて、五分もすかさぬこしらへ」とある。
これは子供屋から茶屋に呼ばれるおとまという呼出しを描いたくだりである。
洒落本「部屋三味線」には、天明年間頃の深川の子供屋の内部、そこにいるいわゆる子供の生活が描かれ、その描写はきわめて詳細なものである。
また、一陽斎豊国の「絵本時世粧」には、子供屋と彼女らの図がある。